# بيت العشبي (حفاش)
بيت العَشَبِي هي إحدى قرى عزلة الذارى بمديرية حُفاش التابعة لمحافظة المحويت، بلغ تعداد سكانها 307 نسمة حسب تعداد اليمن لعام 2004.

## روابط خارجية
- World Gazetteer:Yemen
- الجهاز المركزي للإحصاء بالجمهورية اليمنية
- المركز الوطني للمعلومات باليمن